# Кількість гравців у футболі
Правило 3: кількість гравців у футбольних правилах регламентує кількість членів команди, яка може брати участь в грі і порядок проведення замін футболістів.

## Кількість гравців
У футбольному матчі участь беруть дві команди, кожна з яких складається не більше ніж з 11 гравців, один з яких воротар. Мінімальна кількість гравців встановлюється регламентом змагань, зазвичай це 6 гравців.

## Максимальна кількість замін
- У матчах, що проводяться ФІФА, або національними конфедераціями, максимальна кількість замін дорівнює трьом. Кількість запасних гравців визначається регламентом змагання і знаходиться в межах від 3 до 7.
- У матчах національних ліг максимальна кількість замін може бути збільшена до шести.
- У решті матчів за домовленістю може застосовуватися і більша кількість замін. В цьому випадку суддя матчу повинен бути попереджений про дану домовленість. Якщо суддя не попереджений, або домовитися не вдалося, тоді максимальне число замін рівне трьом.
- У будь-якому випадку, імена запасних гравців повинні бути визначені перед початком матчу і список поданий судді. Гравцеві не дозволяється виходити на полі, якщо він не записаний запасним.

## Процедура заміни
- Суддя повинен бути попереджений про заміну.
- Заміна дозволена лише біля середньої лінії поля і тільки під час зупинки гри.
- Замінюваний футболіст виходить з поля. Запасний гравець по сигналу судді входить на поле. З цієї миті він вважається гравцем, а замінюваний перестає бути ним.

Заміненому гравцеві забороняється знову виходити на поле. Всі гравці, зокрема запасні, зобов'язані підкорятися судді.

### Заміна воротаря
Будь-який гравець може помінятися місцями з воротарем. Для цього треба тільки попередити суддю. Зміна воротаря допускається тільки під час зупинки гри.

## Порушення
Якщо запасний гравець входить на поле без дозволу, гра зупиняється, запасний штрафується жовтою карткою і видаляється з поля. Гра продовжується вільним ударом з місця, де знаходився м'яч під час зупинки матчу. 
При несанкціонованій зміні воротаря гра продовжується. Коли м'яч наступного разу вийде з гри, обидва гравці штрафуються жовтою карткою.
За будь-яке порушення цього правила відповідний гравець отримує попередження з показом йому жовтої картки.

## Продовження гри
Якщо матч зупинений суддею за порушення, гра продовжується вільним ударом команди, що не порушила, з того місця, де знаходився м'яч під час порушення.

## Видалені гравці основного складу і запасні
Якщо гравець був видалений до початкового удару, його можна замінити тільки одним із заявлених запасних.
Заміна в протоколі матчу запасних заборонена — ні до початкового удару, ні після нього.

## Накази тренера
Згідно з рішенням 2 ФАБ, тренер у будь-який момент може віддавати гравцям тактичні накази (зрозуміло, не виходячи на поле). Після цього він повинен повернутися на своє місце. Якщо на стадіоні розмічена технічна зона, тренер зобов'язаний не покидати її. Тренер повинен поводитися тактовно.